# Gaisone
Gaisone (latino: Gaiso; fl. IV secolo) è stato un militare franco naturalizzato romano console nel 351.
Gaisone era un ufficiale del comandante delle truppe renane Magnenzio, il quale si ribellò contro l'imperatore Costante I il 18 gennaio 350. Costante, avendo perso il sostegno delle truppe, si rifugiò sui Pirenei, ma Gaisone lo catturò e lo uccise. Era probabilmente il magister militum di Magnenzio.
Fu console per l'anno 351 assieme a Magnenzio, ma entrambi furono riconosciuti solo nella parte occidentale dell'impero.

### Fonti primarie
- Aurelio Vittore, Epitome, xli.23
- Zosimo, Storia nuova, ii.42.5

### Fonti secondarie
- Jones, Arnold Hugh Martin, John Robert Martindale, John Morris, The Prosopography of the Later Roman Empire, Cambridge University Press, 1992, ISBN 0521072336, p. 380.